# Wetzelsdorf
Wetzelsdorf è il quindicesimo distretto della città di Graz, situato fra Eggenberg a nord e Straßgang a sud.
Il suo territorio, che apparteneva originariamente ad Eggenberg, si è sviluppato lungo la Südbahn e la Alten Poststraße come zona commerciale con abitazioni per la classe operaia. Dopo l'Anschluß del 1938, Wetzelsdorf divenne parte della città di Graz, così come altre zone nei dintorni.